# جک گالون
جک گالون (انگلیسی: Jack Gallon؛ ۱۲ فوریه ۱۹۱۴ – ۱۹۹۳ (۷۸−۷۹ سال)) بازیکن فوتبال اهل بریتانیا بود.
از باشگاه‌هایی که در آن بازی کرده‌است می‌توان به باشگاه فوتبال گیتزهد، باشگاه فوتبال برافورد پارک آونیو، باشگاه فوتبال سوانزی سیتی، و باشگاه فوتبال برادفورد سیتی اشاره کرد.